# Massimiliano Rizzo
Massimiliano Rizzo (Palermo, 26 dicembre 1969) è un ex cestista italiano.

## Carriera
Massimiliano Rizzo, centro di 205 cm, ha esordito in serie A nel 1985 con Caserta, squadra in cui ha militato fino alla stagione 1991-92 e con cui ha vinto uno scudetto nel 1991. Successivamente ha disputato altre cinque stagioni in serie A con Verona (A2), Reggio Emilia (1 anno in A2 e 2 in A1) e Reggio Calabria. Nella stagione 1997-98 è sceso di categoria in serie B d'eccellenza dove ha giocato a Roseto, Teramo, Ozzano, Cento, Padova e Lumezzane. Lasciata Lumezzane ha giocato in serie B2 nel Nuovo Basket Silvi e nel 2006 è stato ingaggiato dalla Nuova Sebastiani Basket Rieti in Legadue. A Rieti chiamato come decimo uomo ha saputo conquistarsi la stima della società e del pubblico grazie alla sua disponibilità e alla serietà dimostrata nello svolgere il suo ruolo. Nella stagione 2007-08 è stato riconfermato nel roster della squadra reatina salita in serie A.
Nelle stagioni dal 2008 al 2010 milita nella Pallacanestro Ferrara in serie A dove anche qui si ritaglia spazi relativamente importanti. A 40 anni, dopo 26 anni di attività di cui 18 di campionati di serie A, si conclude la sua carriera a livello professionistico. 
Ora conduce una vita tranquilla dedicando il suo tempo al lavoro (come direttore amministrativo in una clinica privata di Verona), a sua moglie Elena e a sua figlia Caterina.

## Palmarès
- Campionato italiano: 1
 Juvecaserta: 1990-91
- Coppa Italia: 1
 Juvecaserta: 1988
- Coppa Italia di Legadue: 1
 Nuova A.M.G. Sebastiani Basket Rieti: 2007